# Absolutely Curtains
«Absolutely Curtains» (с англ. — «Абсолютная завеса») — композиция группы Pink Floyd в альбоме 1972 года «Obscured by Clouds» — саундтрека к французскому фильму «Долина» («La Vallée»). Представлена на второй стороне LP четвёртым по счёту треком и десятым завершающим треком всего альбома. Авторами «Absolutely Curtains» являются все члены группы. Райт играет в этой композиции на органе и меллотроне. В финале «Absolutely Curtains» (на двух последних минутах) звучат напевы папуасов Новой Гвинеи племени мапуга, включение данного фрагмента в композицию является в роке одним из ранних обращений к этнической, или мировой музыке. «Absolutely Curtains» была также выпущена на второй стороне сингла «Free Four / Absolutely Curtains» в Японии в 1972 году.
В фильме «Долина» композиция «Absolutely Curtains» звучит в финальной части, сопровождая кадры экспедиции к затерянной в облаках долине до того момента, когда наконец рассеивается туман и герои картины, отчаявшиеся уже прийти к своей цели, видят раскинувшуюся перед ними долину, освещённую солнцем. В финале фильма звучит только инструментальная часть композиции, фрагмент песни папуасов представлен в другом эпизоде «Долины», когда главная героиня Вивьен безуспешно пытается купить перья райской птицы у миссионера и узнаёт, что улететь на самолёте она пока не сможет.

## Участники записи
- Ричард Райт — орган Фарфиса, орган Хаммонда, tack piano, Wurlitzer electric piano, синтезатор VCS3
- Ник Мэйсон — перкуссия

а также
- племя мапуга — вокализации